# Église Saint-Maurice d'Huismes
L'église Saint-Maurice est une église catholique située à Huismes, en France.

## Localisation
L'église est située dans le département français d'Indre-et-Loire, sur la commune d'Huismes.

## Historique
L'église est construite au XIIe siècle mais sa nef est restaurée au XIXe siècle et agrandie vers le nord d'un bas-côté au début du XXe siècle. Le clocher, pour sa part, est repris dans sa partie supérieure au XIIIe siècle tout comme la voûte de la travée de la nef qui le supporte.
L'édifice est classé au titre des monuments historiques en 1913 pour son abside et travée et inscrit en 2019, remplaçant une inscription de 1940 pour le reste de l'église.